# Glauconycteris variegata
Glauconycteris variegata — вид ссавців родини лиликових.

## Проживання, поведінка
Країна поширення: Ангола, Бенін, Ботсвана, Камерун, Чад, Конго, Демократична Республіка Конго, Ефіопія, Габон, Гамбія, Гана, Кенія, Малаві, Мозамбік, Намібія, Нігерія, Руанда, Сенегал, Сомалі, Південна Африка, Судан, Есватіні, Танзанія, Того, Уганда, Замбія, Зімбабве. Цей вид пов'язаний з відкритим савановим лісом, чагарниками і річковим лісом. 

## Загрози та охорона
Немає ніяких серйозних загроз для цього виду. У зв'язку з широким розповсюдженням виду, імовірно присутній у деяких охороних територіях.